# Cis boxi
Cis boxi es una especie de coleóptero de la familia Ciidae.

## Distribución geográfica
Habita en Argentina.